# Beercan
«Beercan» —en español: Lata de cerveza— es una canción del músico estadounidense Beck, lanzada como tercer y último sencillo del álbum Mellow Gold. Beercan fue lanzada en 1994 a través de DGC y Bong Load Custom Records. Este sencillo incluye una nueva versión de la canción "Pay No Mind" llamada "Got No Mind". Incluye además sonidos extras, incluida otra versión para la famosa canción "Loser". Alcanzó el puesto número 27 en el Modern Rock Tracks de la revista Billboard. El video musical fue dirigido por Steve Hanft, un viejo amigo de Beck quien se encargó de la dirección de varios de sus videos musicales.

## Concepción y grabación
«Beercan» fue producido por Karl Stephenson y contó con su característico sonido de capas y extrañas muestras: esta canción en particular presenta de forma destacada muestras de un álbum de Care Bears. Además, la canción también contiene muestras de una pequeña parte de la canción "Hog Leg", de la banda The Melvins. Como se menciona en la canción, Beck trabajó como soplar de hojas. Beck recordó una vez, "Hay un soplador de hojas contingente. No hay ninguna unión que yo sepa hasta ahora, pero hay una fraternidad espiritual. Son los creadores de la música ruidosa. Es como un cruce entre una guitarra Kramer y un jet pack".

## Video musical
Como el anterior sencillo de Beck, "Loser", el video experimental para "Beercan" fue dirigido por su amigo y director Steve Hanft. El video cuenta con un grupo de personas sin hogar, destruyendo una casa. Un tema recurrente a lo largo del video es la presencia de un arco iris, posiblemente una referencia al sample del álbum de Care Bears usado en la canción. Buzz Osborne de la banda The Melvins también hace una aparición.

## Lista de canciones
1. «Beercan» (versión LP)
2. «Got No Mind» (sin ser lanzada con anterioridad)
3. «Asskizz Powergrudge (Payback! '94)» (sin ser lanzada con anterioridad)
4. «Totally Kunfused» (sin ser lanzada con anterioridad)
5. «Spanking Room» (sin ser lanzada con anterioridad)
6. «Loser» (pseudo-muzak) (fuera de lista)

## Posición
| Listas (1994)                         | Posición |
| ------------------------------------- | -------- |
| U.S. Billboard Hot Modern Rock Tracks | 27       |